# Chlorid thallný
Chlorid thallný je anorganická sloučenina se vzorcem TlCl. Tato bezbarvá sůl je meziproduktem při izolaci thallia z jeho rud. Obvykle se kyselý roztok síranu thallného upravuje kyselinou chlorovodíkovou, aby se vysrážel nerozpustný chlorid thallný. Tato pevná látka krystalizuje podobně jako chlorid cesný.
Nízká rozpustnost TlCl se využívá v chemické syntéze. Celková metodika je podobná použití AgPF6, s tím rozdílem, že Tl+ je mnohem slabší oxidační činidlo.
Krystalická struktura je při pokojové teplotě krychlová (podobná struktuře chloridu cesného), ale při ochlazení se struktura mění na kosočtvercovou (podobnou struktuře jodidu thallného), přičemž teplota přechodu je pravděpodobně ovlivněna nečistotami.
Velmi vzácný minerál lafossait (Tl(Cl,Br)) je přírodní formou chloridu thallného.
Chlorid thallný je stejně jako všechny sloučeniny thalia vysoce toxický, i když jeho nízká rozpustnost omezuje jeho toxicitu.

## Příprava
Chlorid thallný lze připravit reakcí síranu thallného nebo dusičnanu thallného s kyselinou chlorovodíkovou:
Tl2SO4 + 2 HCl → 2 TlCl↓ + H2SO4

## Použití
Používá se v monitorech opalovacích lamp a jako katalyzátor.